# Jôf di Montasio
Jôf di Montasio (německy Montasch; slovinsky Montaž, též Špik nad Policami, Poliški Špik, Bojec, česky Montaš) je hora v italské části Julských Alp. Montasio je druhou nejvyšší horou pohoří. Výstupy na něj nejsou nijak jednoduché. Prakticky vždy se jedná o uměle zajištěné cesty.

## Popis
Stejně jako většina vrcholů v Julských Alpách je i Jôf di Montasio charakterizován strmými vysokými stěnami padajícími do hlubokých zelených údolí (hlavně na severu). Montasio leží na konci protáhlého hřebene, stoupajícího od jihovýchodu. Na severu spadají jeho stěny až 1 100 metrů do doliny Valbruna. Celkové převýšení zde činí 1 700 metrů. Na jihu není situace tak dramatická, i když i zde ční nad loukami vápencové skály o výšce kolem 600 metrů, odkud pokračují dalších 600 metrů pomalým spádem po plošině Altipiano del Montasio. Od západu je hora Montasio pravděpodobně nejpůsobivější. Připomíná zde bílý, vápencový jelení roh a překonává převýšením západní stěny (1 600 metrů) divokou říčku Rio Saline.

## Historie
Vrchol Montasia byl dlouho považovaný za nedosažitelný. První výstupy byly vykonány v době zlatého věku alpské historie. Prvovýstup na vrchol provedli v roce 1877 Findenegg a Brussofier. Výstup vedli od jihu ze silničního sedla Sella Nevea (1 190 m) a dále přes horní část západní stěny. Západní stěna byla prostoupena poprvé v r. 1882 horolezcem Brazzou, který také našel dnešní klasickou jižní cestu z planiny Altipiano. Většina cest ze severu byla poprvé prostoupena objevitelem horolezecký směrů Julských Alp Juliem Kugy. Jeho direttissima severní stěny byla jednou z velkých epizod zlatého věku alpinismu. Dnes je velká část této cesty uměle zajištěna kovovými kolíky, lany i kramlemi, a i tak se považuje za jednu z nejtěžších ferrat v Julských Alpách (obtížnost E).

## Chaty
Jako základna pro výstupy na Montasio jsou nejvhodnější dvě horské chaty, jedna na jihu, druhá na severní straně.
- Rifugio Giacomo di Brazzà, 1 660 m, vlastník Società Alpina Friulana, 18 lůžek

Přístup: autem z obce Sella Nevea asi 5 km na parkoviště pod usedlostí Casere Parte di Mezzo, odtud výstup k chatě 40 min.
- Rifugio Fratelli Grego, 1 389 m, vlastník Società Alpina delle Giulie, 38 lůžek

Přístup: autem od severu z obce Ugovizza do údolí Val Saisera asi 8 km na parkoviště Malga Saisera, odtud výstup k chatě asi 1 h; nebo od západu z obce Dogna úzkou silničkou údolím Dogna asi 18 km na parkoviště v sedle Sella Somdogna (1400 m), odtud k chatě prakticky po rovině asi 1/4 hod.
Při výstupech je možno nouzově využít rovněž dva bivaky.
- bivak Stuparich, 1 578 m, vlastník Società Alpina delle Giulie, 18 míst, v údolí Val Saisera pod severní stěnou Jôf di Montasio
- bivak Suringar, 2 430 m, vlastník Società Alpina delle Giulie, 6 míst, v západní stěně Jôf di Montasio

## Výstupy
Vrchol je většinou lezen v létě. Zimní výstupy vyžadují náročnou přípravu a velké zkušenosti. Na jaře nabízejí jižní louky možnosti pro skialpinismus.
- Verde (jih)[1]

Je nejjednodušší variantou výstupu na vrchol Montasia, z Altipiano del Montasio směřuje na sedlo Forca del Disteis (2201 m), poté východní částí jižní stěny do sedla Forca Verde (2 587 m) a odtud po snadném hřebeni na vrchol. Vede však po nepříjemných exponovaných strmých trávách, které mohou být po dešti nebezpečné. Název „Verde“ je z dialektu, kde slovo Verdi znamená opatrně. Cesta je využívána také jako sestupová.

Délka: 3 hod. pro výstup a 2,5 hod. pro sestup.
- Scala Pipan (jih)[1]

Asi nejchozenější jižní cesta, která je místy zajištěná. Je variantou předchozí cesty, vede nejstrmější část jižní stěny po 60 metrovém svislém lanovém žebříku Scala Pipan. Tím se dostane na hřeben, po kterém již snadně k vrcholovému kříži. Cesta je oficiální obtížnosti C.

Délka: 3,5 hod. pro výstup, 3 hod. pro sestup. Výchozí bod horská chata Rifugio Brazza.
- Sentiero attrezzato Leva (jih)

Nejdelší cesta z jižní strany, zprvu nesměřuje k samotné hoře. Vede od chaty Brazza severním směrem a v serpentinách prostupuje jižními stěnami nižších vrcholů ve východním hřebenu Jôf di Montasio až do sedla Forca del Palone. Odtud pokračuje dále západní směrem v exponovaném traverzu jižních stěn (na mnoha místech zajištění lanem) až naváže na cestu Verde. Po ní nebo variantou Scala Pipan na vrchol.
Délka: 5 hod. pro výstup, 4 hod. pro sestup.
- Findeneggův kuloár (jih)

Od chaty Brazza cesta stoupá na sedlo Forca del Disteis, odtud traverzuje jižní stěnu směrem na západ po známé polici Grande Cengia k bivaku Suringar (2 430m). Značená stezka odtud pokračuje do západní stěny a přes strmý Findeneggův kuloár (bez zajištění, I-II.UIAA) na vrchol.
Délka: 4 hod. pro výstup.
- Direttissima Kugy (sever)

Je nejtěžší nehorolezeckou cestou po které je vrchol Montasia dostupný. Vede přímo severní cestou a kopíruje první výstup Julia Kugyho. Cesta je zajištěná a mezi takto upravenými cestami hraje v Julských Alpách prim. Náročnost je i tak II-III.UIAA. Cesta byla zajištěna v roce 1960 a pomocí 350 ocelových lan a více než 800 kolíků a kramlí zpřístupňuje trasu prvovýstupu z r. 1902.
Délka: 6 hod. Cesta je údajně v současné době ve špatném stavu, její absolvování se nedoporučuje.
- Via Amalia Zuani Bornettini (sever)[1]

Je o něco jednodušší variantou Kugyho přímé cesty. Výchozím bodem je parkoviště v lokalitě Malga Saisera (1 000 m) nebo chata Rifugio Fratelli Grego (1 389 m). Dalším opěrným bodem na cestě může být bivak Stuparich (1 587 m), který se nachází pod stěnou. Zajištěná cesta vede komínem v obtížnosti III.UIAA. Jedním z klíčových míst je asi 10 metrů vysoká kolmá stěna nad komínem. Další komín a většinou po namrzlých skalních stupních až na vrchol kotle a k bivaku Suringar. Dále od bivaku pokračuje cesta shodně s cestou Findeneggův kuloár.
Délka: 5 hod. pro výstup a 4 hod. pro sestup

### Mapy
- Tabacco 019, Alpi Giulie Occidentali, Tarvisiano (Canin-Sella Nevea-Mantasio-Jôf Fuart-Jôf di Miezegnòt-Grintavec-Jalovec-Mangart-Ponze-Fusine-Osternig), 1 : 25 000
- freytag & berndt WK 141, Julische Alpen, 1 : 50 000